# Филокл (царь Сидона)
Филокл (др.-греч. Φιλοκλής; умер в 262 или 261 до н. э.) — царь Сидона (287—262/261 до н. э.), подвластный правителям Египта. Один из наиболее активных приверженцев установления власти царей из династии Птолемеев над прибрежными городами Малой Азии и бассейна Эгейского моря.

## Биография

### Ранние годы

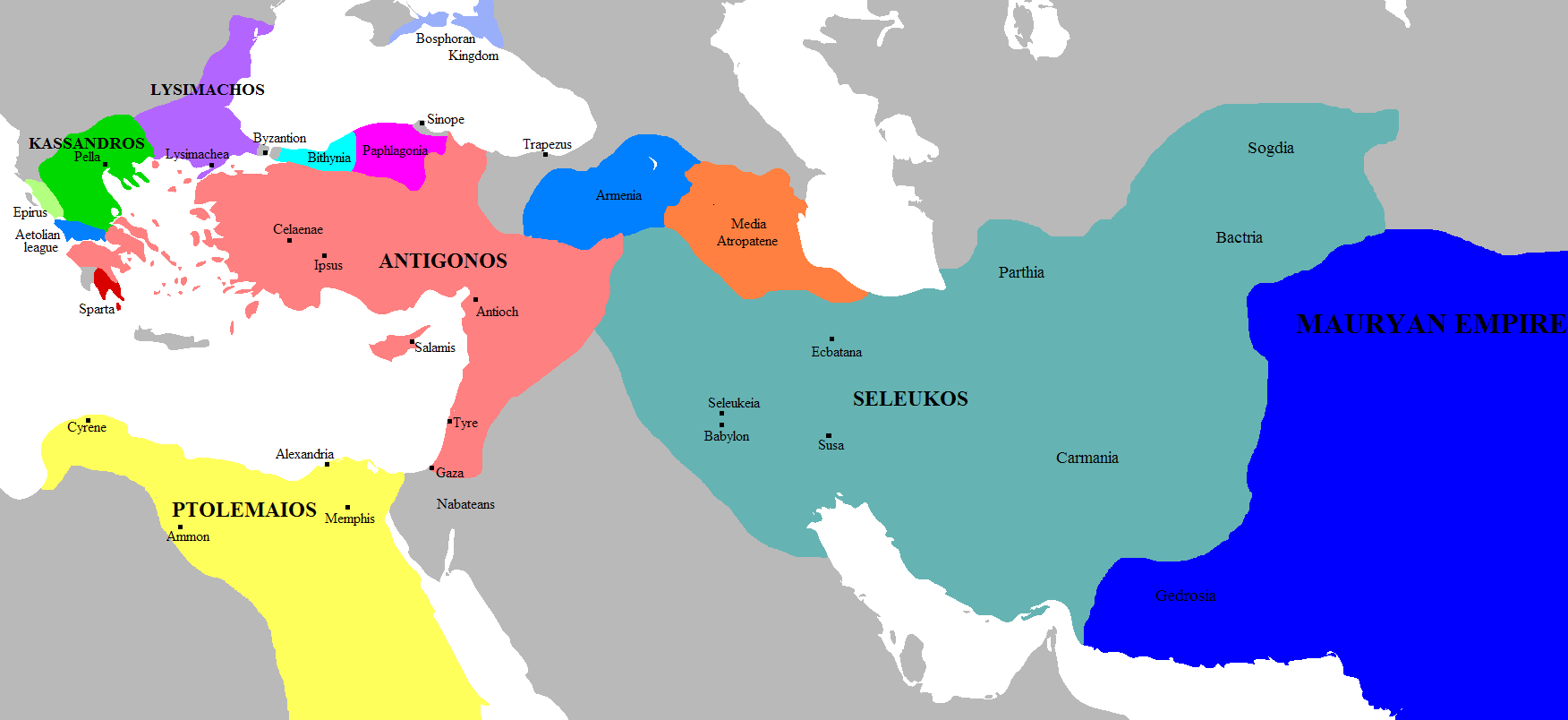
Эллинистический мир во время Войн диадохов

О Филокле известно из нескольких надписей, а также из труда Полиэна «Стратегемы».
Сведений о происхождении Филокла и ранних годах его жизни в литературных исторических источниках не сохранилось, однако они дошли до наших дней из эпиграфических надписей. Филокл родился около 350 года до н. э. Предположительно, он был семитом, принадлежал к одной из ветвей царской династии Сидона. По одной из версий, в 332 году до н. э., когда на фоне македонского завоевания империи Ахеменидов жители Сидона изгнали царя Абдастарт II, Филокл был вынужден также покинуть родной город.
Несмотря на своё происхождение, Филокл был человеком греческой культуры. Ряд финикийцев в описываемое время эллинизировали собственные имена. Каким были финикийские имена Филокла и его отца Аполлодора при рождении неизвестно. Ю. Б. Циркин предположил, что финикийским именем отца Филокла могло быть «Абдрешеф».
Наиболее раннее свидетельство о Филокле — упоминание его в списке дарителей, пожертвовавших деньги на восстановление города Фивы, разрушенного по повелению Александра Македонского. Он дважды упомянут в этом списке: в первый раз как пожертвователь огромной по тем временам суммы в 100 талантов, во второй раз — как даритель неуказанной суммы, выплаченной в александрийских талантах. Так как надпись повреждена, неизвестно, какие титул или должность тогда носил Филокл. Реконструкция Фив была объявлена декретом македонского царя Кассандра в 316 или 315 году до н. э. и продолжалась до конца века. В то время Сидон находился во владениях Антигона I Одноглазого, на основании чего можно предположить, что первоначально Филокл находился на службе у Антигонидов. Однако это мнение не получило широкой поддержки антиковедов, так как вся позднейшая деятельность Филокла была связана с Птолемеями. Высказывается мнение, что Филокл, как родственник сидонских монархов, мог находиться при дворе Птолемея I Сотера на положении изгнанника. В таком случае, пожертвования Филокла Фивам можно рассматривать как попытку Птолемея I добиться расположения греческих городов-государств через своего приближённого.
В «Стратегемах» Полиэна сообщается, что «Филокл, стратег Птолемея» предательством захватил город Кавн. Вероятно, этот персонаж тождественен «Филоклу, сыну Аполлодора». Дата взятия Кавна Филоклом точно не известна. Возможно, речь идёт о 309 году до н. э., когда, согласно Диодору Сицилийскому, Птолемей вёл кампанию против Антигона. Возможно, событие произошло позднее, между 286 и 278/277 годами до н. э.. Ещё одно упоминание о Филокле — надпись из Аспендоса, повествующая о том, что Филокл и птолемеевский военачальник Леонид спасли город от нападения неназванных врагов и помогли «царю Птолемею». Надпись датируется временем между 306 и 287 годом до н. э. Если принимать во внимание, что деятельность Леонида, в основном, относилась к 310—306 годам до н. э., предпочтительней является более ранняя датировка надписи из Аспендоса. Это также ставит под сомнение возможность службы Филокла у Антигонидов.

### Царь Сидона

Сидон в составе Эллинистического Египта

Дата и обстоятельства восхождения Филокла на сидонский престол не известны. В трудах античных авторов сообщается, что после подчинения Сидона македонянам в 332 году до н. э. с согласия Александра Великого царём города был поставлен Абдалоним. Однако его дальнейшая судьба достоверно неизвестна, носит предположительный характер. В одной из надписей конца IV века до н. э. упоминается  Тим, сын Абдолонима, но занимал ли тот сидонский престол, точно не известно. Первое упоминание о «царе сидонян» Филокле содержится в датированной 286 годом до н. э. надписи из Афин. Возможно, Филокл был возведён Птолемеем I на сидонский престол сразу же после окончательного включения этого города в состав Египта в 287 году до н. э., хотя не исключено, что воцарение Филокла произошло значительно раньше.
Датированные 280-ми годами до н. э. надписи, упоминающие Филокла, сообщают о его вмешательствах в проблемы островных городов, признававших над собой власть Птолемеев. В том числе, Филокл сыграл большую роль в введении членами Несиотской лиги праздника в честь царя Птолемея I, обожествлённого при его сыне Птолемее II Филадельфе. Ещё в одной надписи Филокл (наряду с Вакхоном) назван одним из руководителей этой лиги: вероятно, в качестве командующего египетским флотом в Эгейском море. Возможно, он был навархом. Последнее по времени свидетельство о Филокле относится к 280 или 279 году до н. э.: в нём указывается, что тогда завершилась его деятельность в прибрежных областях Эгейского моря.
На основании анализа античных источников о Филокле современные историки пришли к выводу, что тот был, вероятно, главным организатором раннего этапа экспансии Птолемеев в Средиземноморье.
Филокл, вероятно, скончался в 262 или 261 году до н. э. Он — последний царь Сидона, упоминающийся в исторических источниках. В середине III века до н. э. правителями города были уже архонты и суффеты.